# Dream (YouTuber)
Dream（1999年8月12日—），本名Clay，是美国的YouTuber和Twitch游戏直播主，主要以《我的世界》相关游戏内容而出名。他在2014年开始了YouTube的职业生涯，并在2019年和2020年快速发展，他上传了基于Minecraft的视频，并以他的YouTube系列“Minecraft Manhunt”和快速通关而闻名。同时，在他的我的世界服务器Dream SMP上创作的内容也吸引了相当多的关注。他在2025年轉型為虛擬YouTuber。
截至2021年6月，Dream的7个YouTube频道的订阅总数已超过3380万，播放量超过23.6亿次。2020年被YouTube授予游戏类别串流奖。2020年末，speedrun.com的调查指控Dream在挑戰快速通關時作弊，Dream後在2021年5月承認這些指控，并在2021年6月1日的直播中說，作弊一事只是没有在开启游戏前检查文件夹，所以開啟了模組導致運行問題。

## 经历

### YouTube
Dream于2014年2月8日创建了他的YouTube账户并于2019年7月开始定期上传视频。目前Dream频道仍然可见的第一个视频是他故意玩Minecraft，来“激怒”观众。截至2021年1月，视频已达到1000万次播放。
2015年初，Dream仅有1000多个订阅。7月，他将之前上传的所有影片设为私享，并上传了关于PewDiePie使用的Minecraft世界种子的视频（使用了他从网络论坛中学到的逆向工程技术）。有了一定的观众后，他开始上传自制的Minecraft游戏视频，在9个月内获得了900万个订阅。截至2020年10月29日，他获得了1210万个订阅。
2019年11月，Dream上传了一段名为《Minecraft, But Item Drops Are Random And Multiplied…》（我的世界，但物品掉落是随机和成倍增加的……）的视频，截至2021年1月，该视频的播放量已达3200万次。
在2020年1月的一段视频中，Dream和另一个YouTuber“GeorgeNotFound”把遊戲與一個放電项圈連接起來，每当Dream在Minecraft中受到伤害时，项圈就会发出电击，從而令現實中的Dream感到痛楚。
2020年12月，YouTube发布了一份最受欢迎的视频和创作者名单，取代了YouTube年度回顧系列。在美国排行榜上，YouTube将Dream的“Minecraft Speedrunner VS 3 Hunters GRAND FINALE”视频列为第七名“热门视频”，并将Dream列为第二名“顶级创作者”和第一名“突破创作者”。2020年11月，YouTube上Dream的網路直播在巔峰時期拥有约70万观众，是截至2021年1月为止第六高点击率的游戏直播。2020年12月的一篇Polygon文章称“2020年对Dream来说是极好的一年”，称他为“YouTube目前最大的游戏频道”。
在2020年，Dream获得了超过1500万个订阅。
Steven Asarch在商业内幕2021年1月的一篇文章中，将Dream在2019年和2020年订阅数的增长归结于“他对YouTube算法的理解”，指出“他将关键字放在正确的位置，利用趋势，制作粉丝想要点击的视频封面。”
2021年9月22日，他的最高觀看影片突破一億觀看。
2022年10月2日21:00（EDT），Dream上傳了一部關於他真實樣貌與名字的影片「hi, I'm Dream.」。跟以往不同，這部影片是Dream第一次真正露出他本人的外貌，也表示他的真實名字是Clay。但他也表示自己今後並不會在影片中加入視訊鏡頭，跟以往一樣。

#### Minecraft Manhunt
Dream最著名和最受关注的系列是Minecraft Manhunt（Dream大逃杀）。在Minecraft Manhunt裏，一个玩家（通常是Dream）试图尽快擊敗終界龍(遊戲中的boss，击败末影龙也就代表了速通（speedrun）了Minecraft)而不死亡，而另一个玩家或一组玩家（即“猎人”）则试图通过杀死他来阻止玩家通关游戏。猎人们每个人都有一个指向这个玩家所在位置的指南针，他们死亡了可以復活。如果玩家在打败終界龍之前死亡，獵人將會贏得遊戲。
2019年12月26日，Dream上传了这一系列的第一集视频，标题是“通关Minecraft，但我的朋友试图阻止我”。Dream随后在许多场合重复这种风格的视频，随着时间的推移增加猎人的数量。很多视频都获得了数千万的观看量。他的一段猎人游戏视频在YouTube 2020年最热门视频中排名第六。
Nicolas Perez在《Paste》杂志中写道，Minecraft猎人游戏是一次“每次都让我（吃惊地）张大嘴巴的经历”，他说，Minecraft猎人游戏的形式“似乎保证了猎人们能占据上风，但更多的时候，Dream从袖子里抽出足够的王牌来险胜猎人，最终通关游戏。”Nathan Grayson在Kotaku撰文称，Minecraft猎人游戏让Dream“成为了Minecraft粉丝中家喻户晓的名字”。Gonzalo Cardona在GINX电竞频道中说，Minecraft猎人游戏“激发了粉丝们的崇拜式剪辑”。
2022年2月26日，Dream上傳了最後一集的《Minecraft Manhunt》，亦代表持續兩年多的著名系列正式畫上句號。Dream表示將來或再開啟這系列。Dream也宣佈只要最後一集有2百萬讚好就會與一眾獵人開拍真人版《Minecraft Manhunt》。

### Dream SMP
Dream和YouTuber Sapnap，GeorgeNotFound都是“Dream Team”的一员，这个团队经常合作来创造新的内容。2020年5月，他们创建了Minecraft服务器“Dream SMP”来在线进行游戏。
Dream SMP服务器是Dream拥有的一款私人多人生存我的世界服务器，于2020年4月25日启动，由Dream和其他著名的Minecraft内容创作者使用。服务器分为多个派别，包括大量的角色扮演，其中主要活动事先有简单的剧本，但大多数其他元素都是即兴创作，在YouTube和Twitch上现场直播。Cecilia D'Anastasio在《连线》杂志上撰文称，Dream SMP是一种现场戏剧形式，是一部“权术政治剧”，2021年1月期间有超过100万人收看了现场直播。

### Minecraft竞赛
在整个2020年，Dream都是Minecraft Championship的杰出参与者，他参与了自MCC6以来的每一次竞赛。2020~2021年，Dream在第8、11、15和16届，以及在2021年11月13日舉辦的MCC All-stars的Minecraft Championship中名列第一。2020年9月，在第10届Minecraft Championship期间，他为慈善机构效力，筹集了大约3400美元。

### Dream汉堡包
4月26日，Dream的同行YouTuber MrBeast的快餐连锁店MrBeast Burger发布了Dream汉堡包，作为其菜单的限时供应和与Dream的合作。据悉，这款汉堡包可在所有600个地点购买，并添加了鳄梨（因其和Dream的Minecraft皮肤颜色相似）。

### 真人Minecraft
2024年7月29日，Dream上传了一段名为《I added humans to Minecraft…》（我把人類加進我的世界……）的视频，公布他發明了將人加進遊戲的技術。利用視覺動態捕捉技術與VR裝置，使人可以用現實動作控制角色，而且將現實的形象投射到遊戲角色。他說道從2023年至2024年上半年，近一年半的不活躍背後，正在將這個技術開發出來。他公布會建立第二季Minecraft Manhunt，但獵人是透過這個技術投射到遊戲的真人，並被放大成巨人。
2024年9月11日，上載了第二季Minecraft Manhunt的第一集，《Minecraft Speedrunner VS TITAN》，Dream反映作為獵人的巨人過於強大，速通者很快就輸，基本上1對1無法用一局做好一條影片。因此，這一季Manhunt反而是持續增加速通者的數量。系列中的巨人雖然近乎無敵，但其身體部分各存在一個血量，失去所有血量後身體部分會消失，直到該部分處於閒置血量才會恢復，身體才會復原。為了讓真人感到遊戲中受傷，Dream也讓巨人在現實中戴上2020年開發的電擊裝置。如果速通者勝出，巨人的真正身分就會公佈。
除了重啟Minecraft Manhunt系列，Dream也與GeorgeNotFound各自以真人形式嘗試速通Minecraft，期間另外一人則以遊戲內玩家的形式輔助以及拍攝影片。
2024年12月24日，Dream上傳了《20 YouTubers VS Titan (In My Real Life House)》，首次在他主頻道公開他住宅的模樣，並掃瞄到Minecraft之中，他與其餘19位YouTuber就在這裡與他爸爸真人控制的巨人玩捉迷藏。

## 公众印象
调查显示，Dream同时是最受欢迎和最不受欢迎的YouTuber之一。2021年的一次SurveyMonkey调查显示，59.7%的受访者对他持赞成态度，而22.1%的受访者对他持反对态度。
2021年1月1日，Dream的粉丝揭露了他房子的位置。1月7日，Dream对此发表讲话，也同时否认了前女友对他的指控。
2021年3月25日，一段已被设为私享的视频重新在网络上出现。视频中，一个名为Dream的Minecraft玩家说了“黑鬼”。这段视频在Twitter和Reddit上引起了人们的注意。Dream在Twitter上回应说视频中的人不是他。
2021年6月30日，Dream宣布他向LGBT青年慈善机构The Trevor Project捐款14万美元。
2021年8月底，因應同業YouTuber Technoblade公佈患上癌症，Dream捐贈了21,409美元給癌症研究。及後Dream參與了多個由Technoblade父親——網名「Mr. Technodad」——舉辦的癌症慈善活動。
2023年11月，Dream涉及與YouTuber兼配音員Nicolas Cantu的網絡爭端。

### 速通作弊爭議
2020年10月初，Dream直播了1.16+版本的Minecraft速通，并将成绩提交给了speedrun.com。他被授予纪录第五名。同月，另一位Minecraft速通挑战者在一篇已删除的推文中报告，Dream提交的一次速通中关键物品的掉率高于正常水平。
2020年12月11日，经过两个月的调查，speedrun.com的Minecraft核查小组将其从排行榜中除名。核查小组在YouTube上发布了一段14分钟的视频和一份报告，分析了记录时间前后6段Dream的速通直播；他们的结论是，游戏已经被修改，以使获得完成游戏所需的某些物品的概率高于正常水平。报告发现，合法获得这些物品的几率为7.5万亿分之一。Dream否认了YouTube视频中的指控，并以一位匿名统计学家的委托报告作为回应，他声称此人是一位天体物理学家。报告说，Dream合法获得这些物品的实际几率是一千万分之一。Dot Esports表示，这份报告并没有为他开脱罪责，並表示他不可能這麼幸運。评分审核团队坚持他们的裁决。大多數的網民都支持審核團隊，虽然支持Dream是無辜的人也不少，但大部分都是Dream的忠實粉絲（Dream stans），這些粉絲常常會向认为Dream作弊的人作出騷擾行為。在一条推文上，Dream表示他会接受他们的决定，但拒绝承认错误。

2021年2月4日，YouTube上的娱乐数学家Matt Parker发布了一段关于此争议的视频，支持了评分审核团队的结论。
2021年5月29日，speedrun.com決定將Dream所有的紀錄刪除。2021年5月30日，Dream在pastebin.com承认他使用了一个修改物品概率的mod，但称他不小心启用了修改。据称，这种差异是为他的YouTube频道写的客户端录制模组的一个未知的变化的结果。在他的声明中，他声称修改的项目（增加了末影人的生成率和末影珍珠的掉率）是由模组的开发者更改的，并称他直到2021年2月才意识到添加的内容。在意识到添加内容后，他删除了他对speedrun.com版主的视频回复。Dream称，他当时并没有公开提及自己发现了这一修改，因为他“觉得社区经历了足够多的戏剧性事件，这是毫无意义的，我不想第一百次成为争议的焦点”，他认为“这将是我在几年后没有人真正关心的时候讲的故事”。5月31日，该Pastebin文章被删除，但Dream声称不是自己主动删的。
此舉使部分YouTuber和直播主感到反感并发布影片向Dream這種行為作出批判，如游戏驴子和xQc。

## 个人生活
直到2022年露面前，Dream的个人生活和身份是未知的。他是美國人，自1999年8月12日出生起本名就是「Clay」。截至2021年，Dream居住在佛罗里达州的奥兰多，並於2022年起讓他的夥伴GeorgeNotFound和Sapnap與他同住。Dream已經公開他被诊断为注意力不足過動症。他不露面的形象取材於他前女友在Discord發送的一幅畫。他養了一隻貓名為「Patches」。

## 音樂事業
Dream從2021年開始在他的 YouTube頻道和其他音樂串流軟件發放自製音樂歌曲。其中《Roadtrip》最著名。

### 专辑
| 標題                         | 專輯詳情                                            | 榜單最高名次 |
| 標題                         | 專輯詳情                                            | 美國         |
| ---------------------------- | --------------------------------------------------- | ------------ |
| 《To Whoever Wants to Hear》 | - 發行日期：2023年9月1日 - 發行廠牌：水星唱片、聯眾 | 173          |

### 單曲
| 标题                                          | 年份 | 榜單最高名次 | 榜單最高名次 | 榜單最高名次 | 榜單最高名次 | 榜單最高名次 | 榜單最高名次 | 专辑                         |
| 标题                                          | 年份 | 加拿大       | 匈牙利       | 爱尔兰       | 紐西蘭       | 瑞典         | 英国         | 专辑                         |
| --------------------------------------------- | ---- | ------------ | ------------ | ------------ | ------------ | ------------ | ------------ | ---------------------------- |
| 《Roadtrip》 （feat. PmBata）                 | 2021 | 87           | —            | 70           | —            | —            | 75           | 未收入专辑                   |
| 《Mask》                                      | 2021 | 96           | 37           | 43           | —            | —            | 38           | 未收入专辑                   |
| 《Change My Clothes》 （feat. Alec Benjamin） | 2021 | —            | 31           | 70           | —            | 13           | 67           | 未收入专辑                   |
| 《Until I End Up Dead》                       | 2023 | —            | —            | —            | 34           | —            | —            | 《To Whoever Wants to Hear》 |
| 《Everest》 （feat. Yung Gravy）              | 2023 | —            | —            | —            | 37           | —            | —            | 《To Whoever Wants to Hear》 |
| "—" 表示未在該地區發行或未進入排行榜的專輯。  |      |              |              |              |              |              |              |                              |

## 奖项和提名
| 年份 | 奖项           | 分类             | 结果 | 来源   |
| ---- | -------------- | ---------------- | ---- | ------ |
| 2020 | 第十届串流奖   | 游戏             | 獲獎 | [ 78 ] |
| 2020 | 第十届串流奖   | Breakout Creator | 提名 | [ 78 ] |
| 2021 | 第十一届串流奖 | 游戏             | 獲獎 | [ 79 ] |
| 2021 | 第十一届串流奖 | Breakout Creator | 提名 | [ 79 ] |
| 2021 | 遊戲大獎       | 年度內容創作者   | 獲獎 | [ 80 ] |
| 2022 | 第十二届串流奖 | 年度創作者       | 提名 | [ 81 ] |
| 2022 | 第十二届串流奖 | 游戏             | 提名 | [ 81 ] |
| 2023 | 第十三届串流奖 | 游戏             | 獲獎 | [ 82 ] |

| 發表           | 年份 | 世界紀錄                                 | 紀錄狀況 | 来源   |
| -------------- | ---- | ---------------------------------------- | -------- | ------ |
| 吉尼斯世界纪录 | 2022 | YouTube上最高訂閱的Minecraft主題頻道     | 獲獎     | [ 83 ] |
| 吉尼斯世界纪录 | 2022 | YouTube上最多人看的《Minecraft》遊玩影片 | 獲獎     | [ 83 ] |